# 樂卡克
Le Coq Sportif（官方中文译名“乐卡克”，通稱公雞牌，港澳稱“三角雞”），以被三角形圍繞的高盧公雞為商標，官方稱為“一隻酷愛運動的小公雞”，是一家法國運動用品生產商，旗下的產品包括服装、鞋類、袋類及其他配件。除了運動專用產品之外，Le Coq Sportif也提供一系列時尚生活產品予其他非運動專長的顧客。

## 創辦歷程
Le Coq Sportif由法國商人Émile Camuset創辦於1882年，但第一件以該公司“高卢公鸡”標誌為商標出售的服裝卻要遲至1948年才出現在市場上.。高卢公鸡（Coq gaulois）是法國傳統的國家象徵，而公司的官方名稱Le Coq Sportif也含有法文“公鸡”（Coq）一詞在內。

## 商標
Le Coq Sportif的商標為一隻被三角形邊框圍繞的公雞。根據公司的官方解釋，商標上的公雞為一隻高盧公雞，是一個古老的法國國家象徵，代表著法國人勇敢、堅毅的民族精神傳統。而圍繞公雞的三角邊框則代表溫馨的親情，設計意念源自公司創辦人Émile Camuset當年選擇用三角形代表他與兩名子女親密的家庭關係"。。

## 產品
Le Coq Sportif 旗下的產品覆蓋運動專業及時尚生活兩大範疇，其中各自包括：鞋類、服裝類、袋類、配件類等不同的產品供客戶選擇"。

## 發展
Le Coq Sportif 在日本和韓國市場擁有較高的知名度，同時該公司也在當地聘請本土設計師參與產品設計，以提升公司在該區與其他國際知名運動品牌如Adidas、Nike、Puma等的競爭力。除此之外，Le Coq Sportif 也和其他公司簽訂合作協議，在市場上發售一些特別型號的產品，例如和日本Sou公司聯合設計發售手工鞋和分趾鞋襪以及和當地設計師神岛奈美（Kamishima Chinami）合作發售一系列鞋類產品。在韓國方面，Le Coq Sportif和另一家法國企業標緻汽車（韓國）合作設計了一款名為「Peugeot 207cc」的鞋類產品。
除了和設計師合作之外，Le Coq Sportif也跟不少足球球會簽訂贊助關係，這些受贊助的球會包括：錫菲聯、狼隊、卡莱尔联、女王公园巡游者、希伯尼安和愛華頓。此外，公司同時也跟Quick Step-Innergetic、Team Milram等自行車俱樂部訂立贊助關係，並為熱刺、阿斯顿维拉、切尔西、桑德兰、愛華頓和阿根廷國家隊等賽事衛冕球隊供應體育器材。

## 贊助夥伴
Le Coq Sportif 是以下運動組織的官方贊助商。

### 足球

#### 贊助球隊
- 賓尼沙堅（英语：Bnei Sakhnin F.C.）
- 南塔

#### 曾受贊助國家隊
- 阿尔及利亚 (2004-09)
- 阿根廷 (1980-89)
- 喀麦隆 (1982-89)
- 塞内加尔
- 斯洛伐克 (1993-95)
- 西班牙 (1984-92)
- 乌拉圭 (1983-86)
- 法國

除了大型運動組織，Le Coq Sportif也跟一些知名運動員訂立贊助關係，如韓國高爾夫球手梁容银（梁在2009年PGA锦标赛擊敗老虎·伍兹赢得了冠军，他在最後一日天的賽事中身穿一件Le Coq Sportif出品的T恤）。此外NBA籃球員Joakim Noah也是Le Coq Sportif的受贊助人。

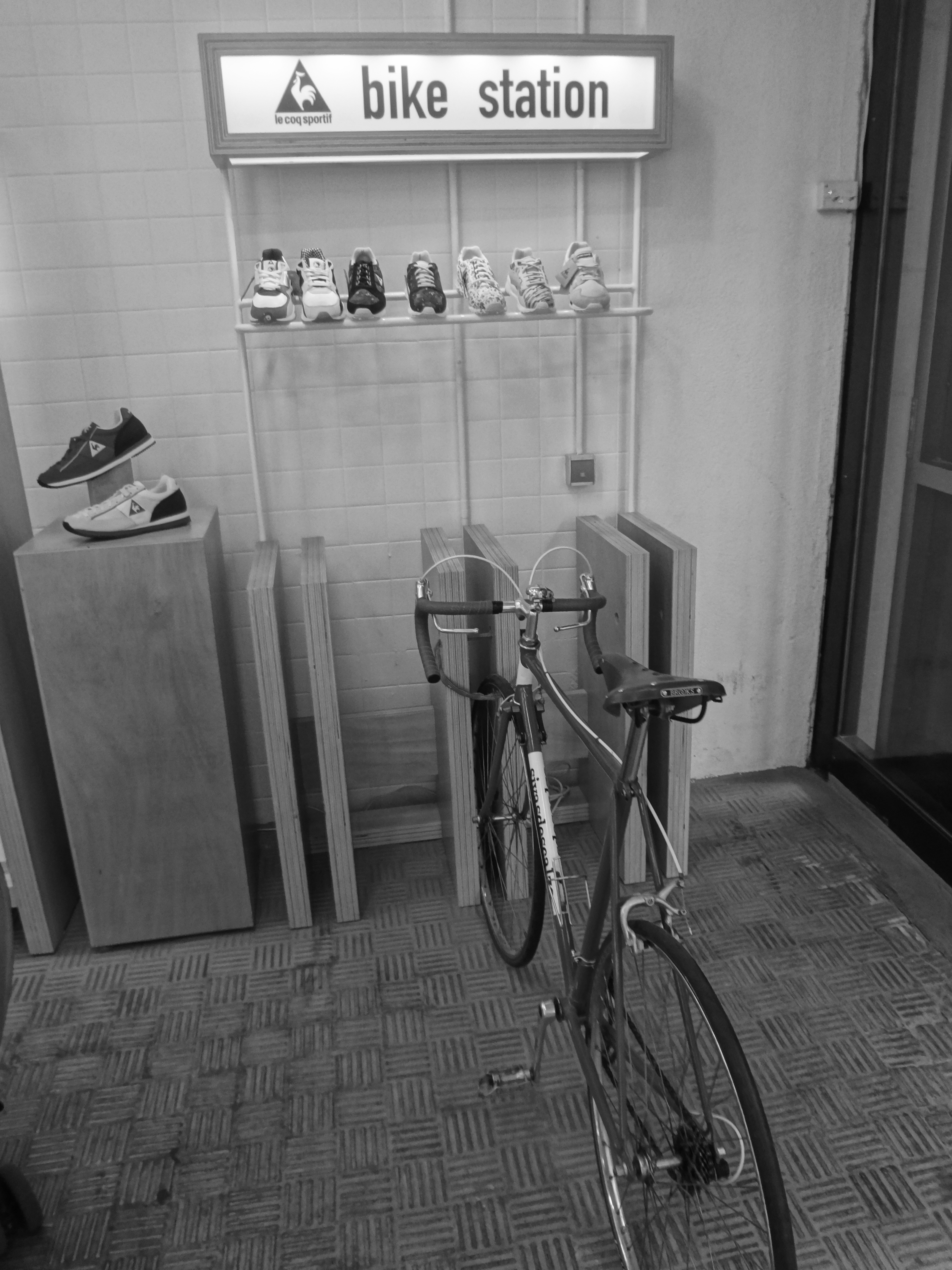
Le Coq Sportif Madrid

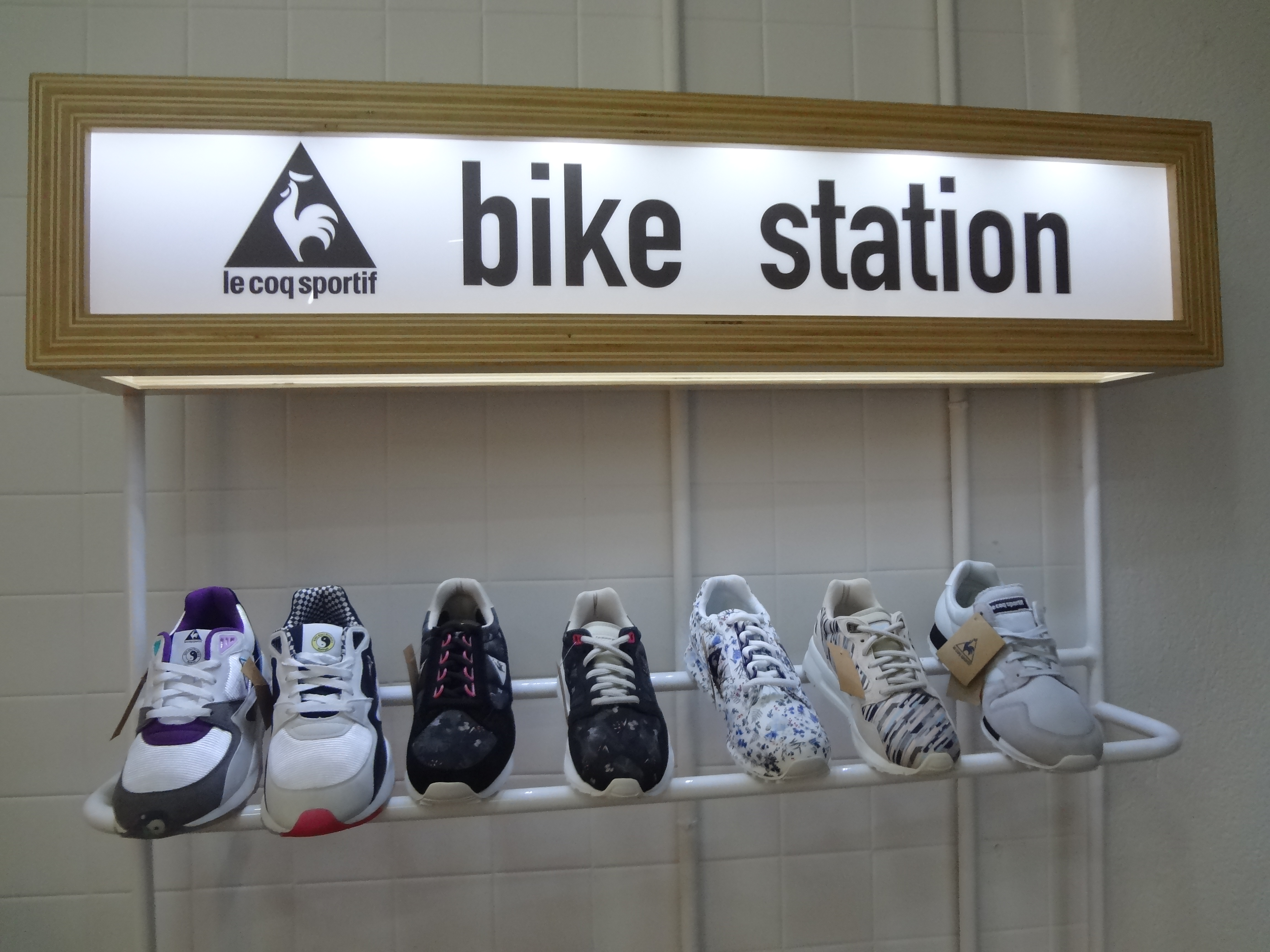
Le Coq Sportif Madrid

## 外部連結
- le coq sportif法國 （页面存档备份，存于） （法文） / （英文）
  - le coq sportif的Facebook專頁
  - le coq sportif的X（前Twitter）
  - le coq sportif的Instagram帳戶
  - YouTube上的le coq sportif頻道
- Le Coq Sportif archfashion profile
- le coq sportif國際 （页面存档备份，存于）
- le coq sportif台灣 （页面存档备份，存于）
  - Le Coq Sportif (Taiwan)的Facebook專頁
- le coq sportif日本 （页面存档备份，存于）
  - le coq sportif japan的Facebook專頁
- le coq sportif香港
  - le coq sportif HK的Facebook專頁
- le coq sportif韓國
  - Le Coq Sportif Korea(르꼬끄)的Facebook專頁
  - lecoqkorea的Instagram帳戶
  - YouTube上的lecoqkorea頻道
- le coq sportif中國 （页面存档备份，存于）
  - lecoqsportif中国的新浪微博